# KH-8 03
KH-8 03 – amerykański satelita rozpoznawczy; trzeci statek serii KeyHole-8 GAMBIT-3. Jego zadaniem było wykonywanie wywiadowczych zdjęć powierzchni Ziemi o rozdzielczości przy gruncie około 10 cm. Jedna z sześciu misji testowych satelitów tego typu (development flight program).

## Budowa i działanie

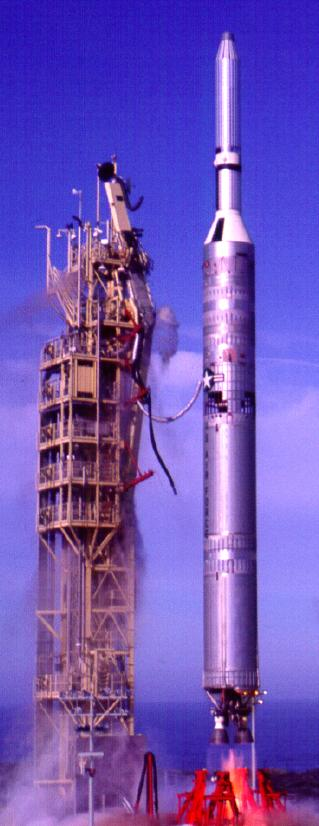
Start rakiety Titan-3B z satelitą wywiadowczym KH-8 03 serii Gambit, 14 grudnia 1966.

Głównym komponentem satelity była kamera wyprodukowana przez Eastman Kodak, z obiektywem charakteryzującym się ogniskową 4,46 m . Dzięki zestawowi luster udało się obniżyć wagę i wymiary zastosowanego aparatu. Film po naświetleniu był przesuwany za pomocą zestawu rolek do kapsuły, która następnie oddzielała się od satelity, lądowała na spadochronie w rejonie Pacyfiku i była przechwytywana podczas opadania przez specjalnie do tego przystosowany samolot. Był to pierwszy z sześciu satelitów serii testowej. Poza testowaniem nowego typu satelity wywiadowczego, testowano także nową rakietę nośną Titan 3B. Satelita wyposażony był w jedną kapsułę powrotną .
Dokładna informacja o położeniu satelity na orbicie była uzyskiwana dzięki porównywaniu danych z zestawu kamer skierowanych w przestrzeń kosmiczną i powierzchnię Ziemi, następnie niezbędne korekty położenia satelity dokonywano za pomocą silników pomocniczych .

## Misja
Misja rozpoczęła się 14 grudnia 1966 roku, kiedy rakieta Titan 3B wyniosła z kosmodromu Vandenberg na niską orbitę okołoziemską trzeciego satelitę z serii KH-8. Po znalezieniu się na orbicie KH-8 03 otrzymał oznaczenie COSPAR 1966-113A .
W dniu 22 grudnia 1966, około godziny 23:02, przechwycono opadającą na spadochronie kapsułę SRV (ozn. SRV Mission 4303-1, SRV-1), zawierająca naświetloną błonę fotograficzną. Statek fotografował Ziemię przez 8 dni. W tej misji użyto nowej, cienkiej błony filmowej, dzięki czemu jej zapas wynosił 1524 metry (5 000 stóp).
Satelita spłonął w atmosferze 24 grudnia 1966 roku .